# РТВ дом Републике Српске
РТВ дом Републике Српске или Дом Радио-телевизије Републике Српске је сједиште јавног медијског сервиса Републике Српске.
Дом Радио-телевизије Републике Српске један је од најсавременијих и најопремљенијих на простору бивше Југославије. Зграда РТВ дома се налази у центру Бањалуке и простире се на 6000 квадратних метара простора. У дому РТРС су смјештена три телевизијска студија, три радијска студија, савремене режије, као и инфраструктура неопходна за производњу и емитовање квалитетног РТВ програма Републике Српске.

## Изградња дома
Изградња дома је трајала више од годину дана, а званично је завршена на дан свечаног отварања 30. април 2010. године. Главни пројектант дома је Мира Илић. Приликом изградње објекта, посебна пажња је посвећена пројекту акустике. Изградњу дома је финансирала Влада Републике Српске и Радио Телевизија Републике Српске.

## Свечано отварање
Генерални директор РТРС-а Драган Давидовић је 30. априла 2010. године симболичним гестом паљења свјетала на новоизграђеној згради, свечано отворио Дом Радио-телевизије Републике Српске. Свечаности су присуствовали представници институција Републике Српске, председник Српске Рајко Кузмановић, премијер Српске Милорад Додик са министрима, потпредседник Народне Скупштине Републике Српске Нада Тешановић, посланици Народне скупштине Републике Српске, градоначелници и начелници општина Републике Српске, затим представници политичких странака Републике Српске, културног, привредног и јавног живота Републике Српске, као и велики број грађана Републике Српске.
Радио-телевизија Републике Српске је свечано отварање пратила уживо, а током преноса су говорили многи званичници Републике Српске.
Слављеник је растао и стасао пред нашим очима, постао дио нашег живота, наш прозор у свијет и свједок времена у којем живимо. Вријеме израстања Радио — телевизије је било и вријеме стварања и стасања Републике Српске, њених органа и институција, јавних и других предузећа од интереса за њене грађане. Радио — телевизија је стварала свој идентитет, али и идентитет Републике Српске.— Рајко Кузмановић 30.04.2010., цитат
Ова ће зграда надживјети све нас, и будућности унијети дух времена и тежину тренутка у којем смо је градили. Иза нас остаје једно монументалано здање које остављамо наредним генерацијама.— Милорад Додик 30.04.2010., цитат